# Fabriciana pallida
Fabriciana pallida är en fjärilsart som beskrevs av Evans 1912. Fabriciana pallida ingår i släktet Fabriciana och familjen praktfjärilar. Inga underarter finns listade i Catalogue of Life.